# سالن ورزشی شهدای رشت
سالن ورزشی شش هزار نفری شهدای رشت، از سالن‌های ورزشی سرپوشیده ایران است که در شهر رشت واقع شده‌است. دارای گنجایش ۶٬۰۰۰ نفری است. سالن شش هزار نفری رشت دارای ۱۱ هزار و ۴۵۸ متر مربع فضای روباز و هشت هزار و ۳۰۴ متر مربع فضای سرپوشیده است. زمین تنیس خاکی المپیک رشت و زمین چمن مصنوعی مینی فوتبال از دیگر بخش‌های این مجموعه است.
این سالن پس از ۲۱ سال از تاریخ ساخت به بهره‌برداری رسید. اما همچنان سرانه ورزشی رشت نسبت به کشور و حتی سایر شهرهای استان گیلان کمتر و زیر استاندارد کشوری است.
در سال ۱۳۹۸ این سالن میزبان برگزاری مسابقات وزنه برداری انتخابی المپیک ۲۰۲۰ توکیو که با نام جام محمود نامجوی هم شناخته می شود، بود.

## آدرس
این سالن در میدان انتظام،بلوار شیون فومنی،رو به روی فرماندهی انتظامی استان گیلان قرار دارد.